# Wincenty Skoczyński
Wincenty Skoczyński (ur. 15 grudnia 1865 w Poznaniu, zm. 13 września 1927 tamże) – polski lekarz psychiatra i neurolog.

## Życiorys
Był synem dorożkarza Wincentego i Weroniki z domu Buschke. Miał sześcioro młodszego rodzeństwa. Uczył się w Gimnazjum św. Marii Magdaleny, szkołę ukończył z wyróżnieniem w 1885. W semestrze letnim tego roku zaczął studiować filozofię i slawistykę na Uniwersytecie Fryderyka Wilhelma w Berlinie, od semestru letniego roku następnego zmienił kierunek studiów na medycynę. Był stypendystą Towarzystwa Naukowej Pomocy dla Młodzieży im. Karola Marcinkowskiego. Studia ukończył w 1899, wtedy zdał też lekarskie egzaminy państwowe. Pracował w poliklinice neurologicznej Emanuela Mendla w Berlinie, a pod koniec 1899 rozpoczął pracę w klinice neurologiczno-psychiatrycznej szpitala Charité u Friedricha Jolly′ego, a potem u Theodora Ziehena jako lekarz wolontariusz, w 1900 roku otrzymał stanowisko prymariusza. W Charité pracował do końca września 1905.
Tytuł doktora medycyny uzyskał na Uniwersytecie w Bonn, po przedstawieniu dysertacji Beitrag zur Kenntnis der Sprachbewegungshalluzinationen und ihrer Beziehung zum Gedankenlautwerden 30 lipca 1910, referentem pracy był Alexander Carl Otto Westphal.
W 1906 powrócił do Poznania i otworzył prywatną praktykę. Prowadził klinikę przy ul. Podgórnej 13. Od 1905 był członkiem zwyczajnym Poznańskiego Towarzystwa Przyjaciół Nauk. Podczas I wojny światowej był komendantem szpitala dla nerwowo chorych. W 1921 był organizatorem II Zjazdu Psychiatrów Polskich w Poznaniu.
Żonaty z Wandą Malinowską, dzieci nie mieli. Zmarł 13 września 1927 w Poznaniu, został pochowany na Cmentarzu parafii św. Wojciecha.

## Wybrane prace
- Ein Fall von juveniler Paralyse. Berliner klinische Wochenschrift 41, s. 148, 1903
- Beitrag zur Kenntnis der Sprachbewegungshalluzinationen und ihrer Beziehung zum Gedankenlautwerden. Bonn: Georgi, 1910